# Équité (informatique)
Pour le principe, voir Équité.
Dans le contexte de la programmation concurrente, la notion d'équité se rapporte au principe d'équité dans le cadre des algorithmes d'ordonnancement ou de synchronisation.
Un algorithme équitable est un algorithme qui garantit que toutes les threads concernées par l'ordonnancement (ou la synchronisation) sont traitées de manière identique. Le non-respect de l'équité de ce contexte peut conduire à des cas de famine.